# Alcina

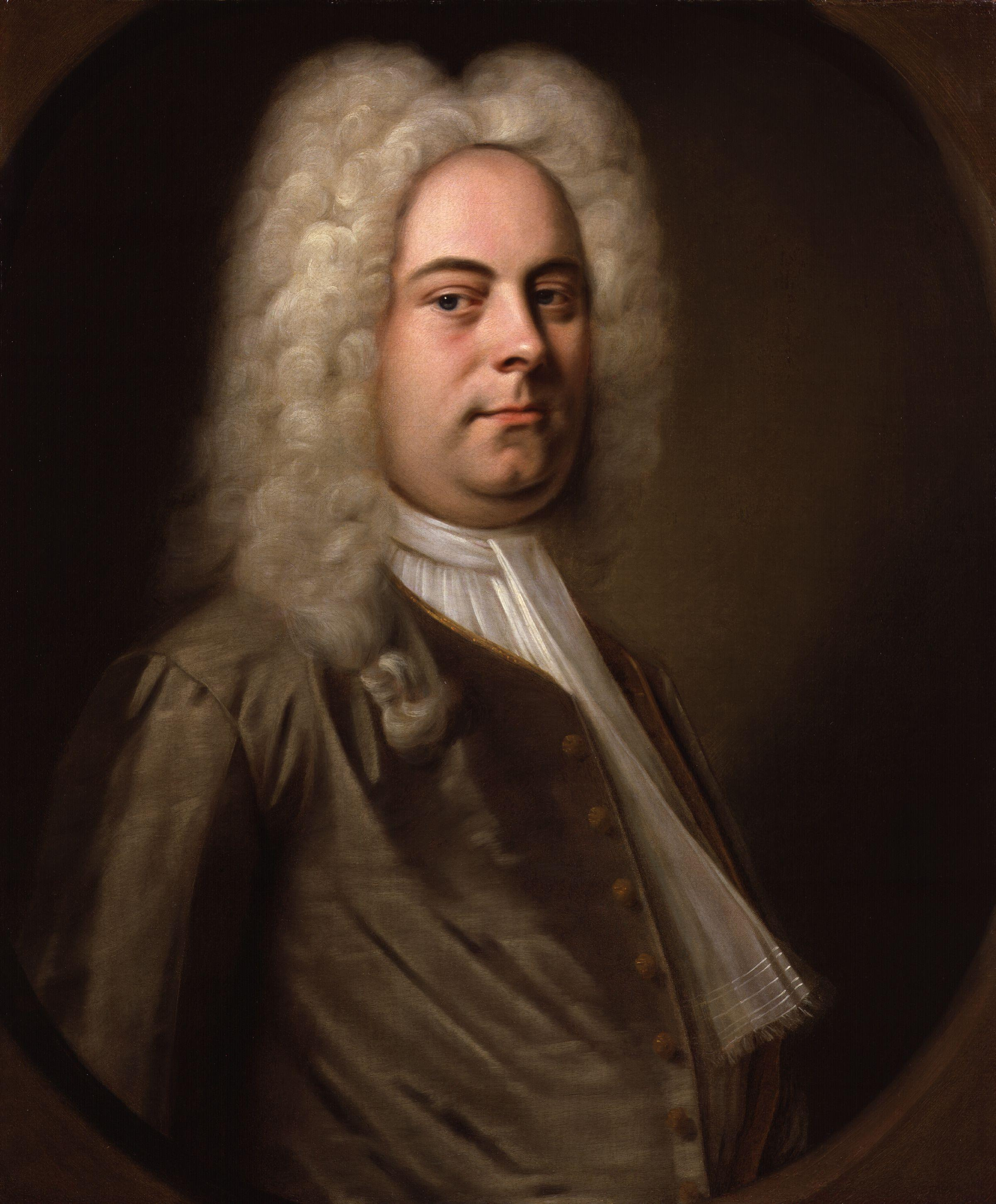
George Frideric Handel

Alcina là vở opera 3 màn của nhà soạn nhạc người Anh gốc Đức George Frideric Handel. Người viết lời và kịch bản cho tác phẩm là Riccardo Broschi. Ông đã dựa vào cốt truyện của bản anh hùng ca Orlando Furioso của Ludovico Ariosto. Tác phẩm được trình lần đầu tiên tại London, Anh vào năm 1735.